# Myrmecia inquilina
Myrmecia inquilina је инсект из реда Hymenoptera и фамилије Formicidae. 

## Угроженост
Ова врста се сматра рањивом у погледу угрожености врсте од изумирања.

## Распрострањење
Аустралија је једино познато природно станиште врсте.

## Станиште
Врста Myrmecia inquilina има станиште на копну.